# 28382 Stevengillen
28382 Stevengillen este un asteroid din centura principală de asteroizi.

## Descriere
28382 Stevengillen este un asteroid din centura principală de asteroizi. A fost descoperit pe 10 mai 1999 la Socorro, New Mexico, în cadrul proiectului LINEAR. Asteroidul prezintă o orbită caracterizată de o semiaxă mare de 2,42 ua, o excentricitate de 0,19 și o înclinație de 0,5° în raport cu ecliptica.